# Nomada coquilletti
Nomada coquilletti är en biart som beskrevs av Cockerell 1903. Nomada coquilletti ingår i släktet gökbin, och familjen långtungebin. Inga underarter finns listade i Catalogue of Life.